# John P. Bojang
John P. Bojang (* im 20. Jahrhundert; † im November 2011) war ein gambischer Pädagoge, Politiker und Diplomat.

## Leben
Bojang war Pädagoge, Mitte der 1970ern er war Schulleiter der Saint Edwards Primary school in Bwiam, und unterrichtete unter anderem Yahya Jammeh, den späteren gambischen Präsidenten. 1994 wurde er zum Handelsminister, Industrieminister und Arbeitsminister (Minister of Trade, Industry and Employment) berufen, er wurde der Nachfolger von Samsudeen Sarr. Bojang blieb nur kurz Kabinettsmitglied, im März 1995 wurde er aus dem Kabinett entfernt und wurde danach er als Botschafter Gambias in Frankreich (ab Mai 1995), der Schweiz (ab 1995), Großbritannien (1998–2000), beim Heiligen Stuhl (1998–2000)  und den Vereinigten Staaten (2. Februar 2000 bis August 2000) und in die Republik China (1. Oktober 2004 bis zum 20. September 2006) entsandt.
Bis zu seinem Tod war Bojang Vorsitzender des National Council for Civic Education (NCCE).

## Familie
John P. Bojang ist der Onkel vom ehemaligen Präsidenten Yahya Jammeh.

## Auszeichnungen und Ehrungen
- 2011: Officer of Order of the Republic of The Gambia (ORG)[10]